# روث راسيل
روث راسيل (بالإنجليزية: Ruth Russell)‏ هي ناشطة سلام أسترالية، ولدت في 6 مارس 1946.